# MiG-27
MiG-27 (ros. МиГ-27; kod NATO „Flogger D”) – radziecki myśliwiec bombardujący o zmiennej geometrii skrzydeł i konstrukcji opartej na szturmowych wersjach (B/BK/BM/BN) MiG-a-23, przystosowany do ataków na cele naziemne oraz lotów na niskim pułapie.

## Historia
Prace nad zmodyfikowaną wersją MiG-a-23 rozpoczęto w 1969 r. Pierwszy lot samolotu odbył się w 1972 r.
Nowe cechy samolotu w porównaniu do MiG-a-23:
- ścięty nos samolotu, umożliwiający lepszą widoczność (pozbawiony radaru)
- zainstalowany dalmierz laserowy i wyszukiwacz celów
- dodatkowe opancerzenie kokpitu
- duże i wytrzymalsze podwozie, dostosowane do lotnisk polowych
- uproszczony i przystosowany do lotów na małej wysokości silnik

Zmiana nosa powodowała częste pomyłki, w starszej literaturze można znaleźć fotografie MiG-a-23 w wersjach szturmowych (B/BK/BM/BN). Samoloty można wizualnie odróżnić po braku regulowanych wlotów powietrza w MiG-u-27.

## Użytkownicy
MiG-i-27 były używane przez Związek Radziecki, a następnie Rosję i Ukrainę. MiG-i-27 nadal pozostają na wyposażeniu sił zbrojnych Indii, Iranu, Kazachstanu, Kuby i Sri Lanki.
Od 1986 roku MiG-27 był montowany, a od 1988 produkowany na licencji w Indiach, gdzie nosił oznaczenie MiG-27M Bahadur (pl. Dzielny/Odważny). Powstało tam 165 egzemplarzy maszyny, z których część wyeksportowano do Sri Lanki.